# レバノン (テネシー州)
レバノン（Lebanon）は、アメリカ合衆国テネシー州の都市。ウィルソン郡の郡庁所在地である。人口は3万8431人（2020年）。州都ナッシュビルの東50キロメートルに位置している。

## 概要
1801年に法人化した歴史ある市である。市名は「レバノンスギ」から来ておりレバノンとは関係ない。ただし、在来種の「エンピツビャクシン」をレバノンスギと勘違いしていたことによるもので、今日ではエンピツビャクシンが市のシンボルとなっている。
市の南方にナッシュビル・スーパースピードウェイというサーキットがある。

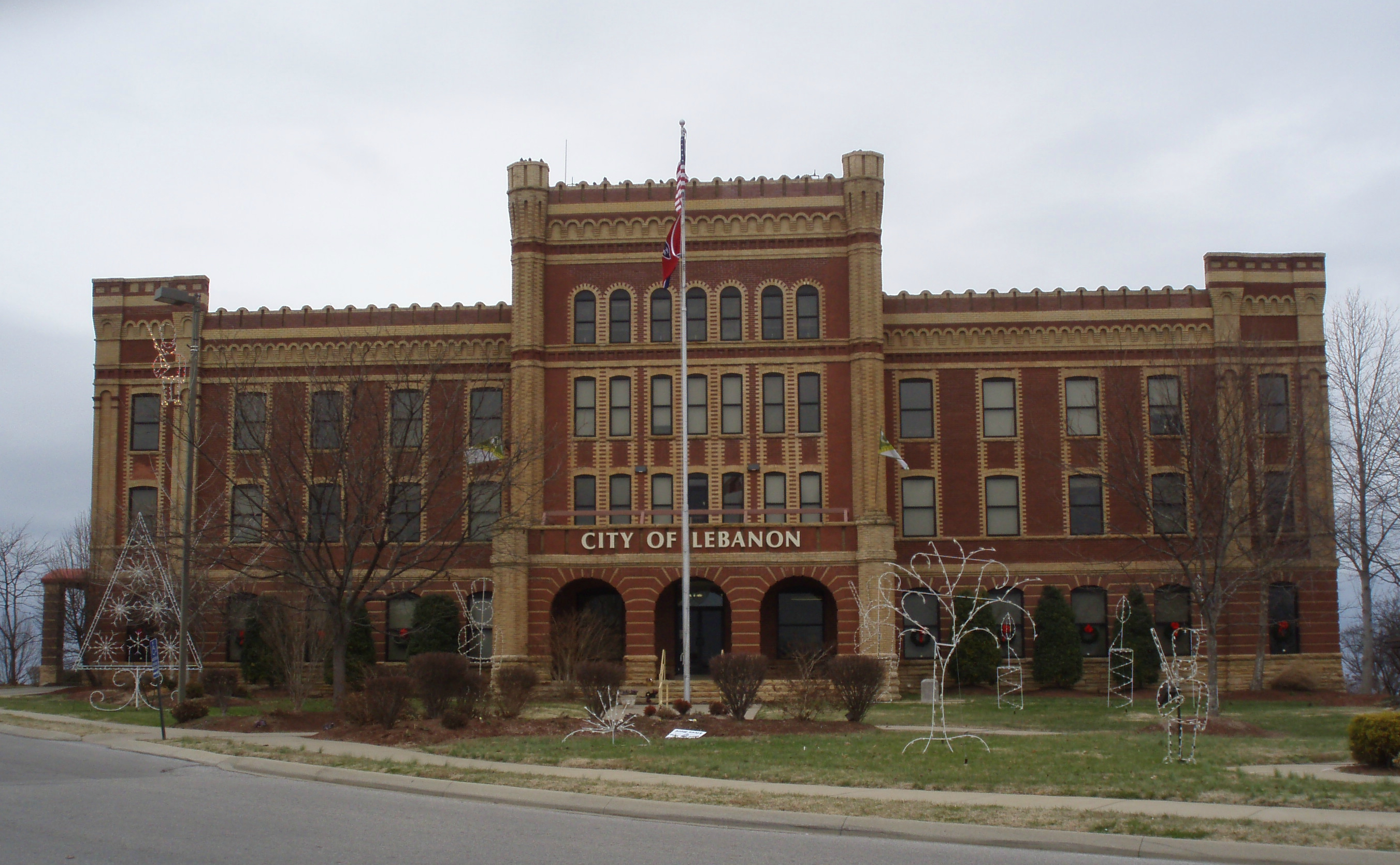
市役所

## 交通
- 州間高速道路40号線が最も重要な幹線道路である。I-40ができる前は国道70号線が主要幹線道路だった。

- ウィゴー・スター（en:WeGo Star）という通勤列車がレバノンとナッシュビルを結んでいる。

## 関係者
- ココ・ジョーンズ：女優